# Zehra Doğan
Zehra Doğan (Turquía, 1989) es una artista y periodista kurda. Creó junto con otras jóvenes periodistas Jinha, la primera agencia kurda de noticias con perspectiva de género. Fue encarcelada por plasmar en un dibujo digital la destrucción de la ciudad de Nusaybin, (Nísibis), en 2017. Su arresto generó el repudio local y tuvo una repercusión mundial al generar protestas de artistas como Banksy (que le dedicó un mural en New York)  y Ai Weiwei.

## Periodista
En 2012, durante la entrega del premio de periodismo Musa Anter, el galardón especial del jurado, en la categoría lengua kurda, fue otorgado a Zehra Dogan. El premio reconoce la labor realizada por Zehra Dogan y Hazal Peker, plasmado en su artículo: "Li Rojava welat emanetê jinên kurd in" (En Rojava el país está en manos de las mujeres).  
En 2015 Zehra Dogan recibió el Premio de Periodismo Metin Göktepe (que homenajea al periodista kurdo fallecido en Turquía en 1996 en prisión preventiva). El galardón recompensa el reportaje realizado por Zehra Dogan acerca de las mujeres yezidíes que lograron escapar del yugo del Estado Islámico.
El Estado decretó el cierre de su agencia de prensa Jinha el 29 de octubre de 2016. Tras la tentativa de Golpe de Estado de julio de 2016  más de un centenar de medios de comunicación fueron prohibidos. 

### Arresto
Dogan vivía y trabajaba en Nusaybin, ciudad turca en la frontera con Siria, desde donde realizaba reportajes. El 21 de julio de 2016  fue arrestada en una cafetería de Mardin. Acusada de pertenecer a una organización ilegal, fue absuelta el 2 de marzo de 2017. Pero fue sentenciada a 2 años, 9 meses y 22 días de cárcel por haber difundido el dibujo de Nusaybin destruida y por haber compartido en redes el mensaje de una niña kurda de 10 años.
Tras 141 días de encarcelación en la prisión de Mardin, fue puesta en libertad, permaneciendo bajo vigilancia judicial. Al confirmarse su pena, fue detenida de nuevo el 12 de junio de 2017 y confinada en la cárcel de Diyarbakır.
“Fui sentenciada a 2 años y 10 meses de cárcel por haber pintado banderas turcas sobre edificios derruidos. Sin embargo los causantes fueron ellos, [el gobierno turco], yo sólo dibujé la destrucción de la ciudad,” dijo Dogan en su cuenta Twitter tras la sentencia.
En prisión, ella y otras mujeres crearon el diario Özgür Gündem Zindan (Agenda libre- Calabozo), cuyo nombre es un juego de palabras con el término Özgür Gündem (Agenda Libre), publicación basada en Estambul de audiencia kurda.
El 23 de octubre de 2018 el Estado turco decretó una medida de alejamiento forzoso. Zehra Dogan fue trasladada al siniestro penal de Tarso.
Tras cumplir su condena, fue liberada el 24 de febrero de 2019.

### Reacciones a su arresto
Numerosas obras han recorrido Europa en el marco de diversas exposiciones de carácter solidario
El Pen Club Internacional y Amnesty International le han brindado apoyo por su labor como periodista y artista.  
En enero de 2017 recibió el "Rebellion's Artist in the World 2017", galardón otorgado por la Red Internacional de Periodistas de Investigación (Global Investigate Journalism Network). 
El 5 de noviembre de 2017 la asociación suiza de libres pensadores Frei Denken concedió el premio «Freethinker Price » a Zehra Dogan y a Masih Alinejad, periodista iraní. 
En noviembre de 2017, el artista disidente chino Ai Weiwei publicó una carta de solidaridad con Dogan estableciendo paralelismos entre la represión de los gobiernos chino y turco a la libertad de expresión. La artista tuvo la ocasión de agradecérselo posteriormente
El 16 de marzo de 2018, Banksy, artista urbano residente en Inglaterra, inauguró un mural en Nueva York. El mural muestra el rostro de Zehra Doğan detrás de una hilera de lápices, simbolizando los días que lleva la artista kurda entre rejas.
El 3 de mayo de 2018 la Deutscher Journalisten Verband (Asociación alemana de periodistas) le atribuyó la distinción  «Primavera de la libertad de prensa». La periodista Ingo Zamperoni recibió el premio en su lugar.
El 19 de junio de 2018 le fue adjudicado el trofeo «Valentía en el periodismo» de manos de la International Women's Media Foundation. La ceremonia de entrega tuvo lugar en Nueva York ek 27 de noviembre de 2017.
En octubre de 2018 , el PEN International decide durante su congreso n° 84 celebrado en India, nombrar a Zehra Dogan miembro honorífico.
El 15 de enero de 2019 es nominada al «Premio por la libertad de expresión» en la categoría Arte por el Index on Censorship. Obtendrá el galardón y podrá recibirlo personalmente el 5 de abril de 2019 en Londres
El 11 de octubre de 2019 recibió en Beyrut de la mano de la Fondation May Chidiac el galardón «Exceptional Courage in Journalism Award»
Exposiciones
- Enero de 2020, Nassauischer Kunstverein en Wiesbaden, «A cada época su arte- A cada arte su libertad».[22]
- Enero de 2020, Forum de la Paix 2020, Basel, Suiza.[23]
- Diciembre de 2019, Middle East Institute (MEI) Art Gallery, Washington, Estados Unidos. «Speaking Across Mountains: Kurdish Artists in Dialogue».[24]
- Noviembre-enero de 2019: Museo Santa Giulia, Brescia, Italia, en el marco de la muestra Festival de la Paz de Brescia: «Tendremos también días mejores: obras de la cárcel».[25]
- Noviembre de 2019, Galería Espace des femmes de la editorial Editions des femmes, en París, Francia: «Obras evadidas».[26]
- Noviembre de 2019, Drawing Center, New York, Estados Unidos «The pencil is a key– Drawings by Incarcerated Artists».[27]
- Mayo de 2019, Tate Modern de Londres, Reino Unido, instalación titulada «E Li Dû Man- Lo que queda atrás».[28][29]
- Marzo de 2019, Opera de Rennes, Francia, exposición titulada «Los ojos abiertos de par en par».[30]
- Diciembre de 2018, «Kurdish Art Fair», segunda edición, en Londres, Reino Unido.[31]
- Diciembre de 2018, Tour Saint Aubin en Angers, Francia, muestra titulada «Los ojos abiertos de par en par».[32]
- Noviembre de 2018, en la librería Kaxilda de San Sebastián, España, «Obras clandestinas- Obras clandestinas».[33][34]
- Septiembre de 2018, Pays de Morlaix, Francia «Festival de otros mundos».[35]
- Agosto de 2017, Festival de cinéma de Douarnenez, Francia, «Los ojos abiertos de par en par».[36]
- Febrero de 2017, Amed/Diyarbakır, Turquía, exposición titulada «141».[37]